# Sessilanthera
Sessilanthera é um género botânico pertencente à família Iridaceae.